# Çatax
Çatax è un comune dell'Azerbaigian situato nel distretto di Tovuz. Conta una popolazione di 3 189 abitanti.